# ジョン・エイブラハムズ
ジョン・エイブラハムズ（Jon Abrahams,  1977年10月29日 - ）は、アメリカ合衆国の俳優である。

## 来歴
1977年、ニューヨーク州ニューヨーク市生まれ。1995年にガス・ヴァン・サントが製作総指揮を務めた『KIDS/キッズ』で映画デビューを果たす。
特に知られるようになったのはキーネン・アイヴォリー・ウェイアンズ、マーロン・ウェイアンズ、ショーン・ウェイアンズらウェイアンズ兄弟が監督・出演をしたパロディ映画『最終絶叫計画』への出演で、同作品ではメインキャストの一人として登場しており、アンナ・ファリス演じる主人公の恋人役を演じている。ちなみに同作品では2001年のMTVムービー・アワードにおけるベスト・キス賞へファリスと共にノミネートされた。また同年にはベン・スティラー主演の『ミート・ザ・ペアレンツ』などへも出演しており、その後もテレビドラマや映画などへ幅広く出演してキャリアを築いている。

## 出演作品

### 映画
- KIDS/キッズ Kids (1995)
- デッドマン・ウォーキング Dead Man Walking (1995)
- A, B, C... Manhattan (1997)
- トラブルボーダー Masterminds (1997)
- パラサイト The Faculty (1998)
- アウトサイド・プロヴィデンス Outside Providence (1999)
- Pigeonholed (1999)
- 救命士 Bringing Out the Dead (1999)
- マネー・ゲーム Boiler Room (2000)
- 最終絶叫計画 Scary Movie (2000)
- ミート・ザ・ペアレンツ Meet the Parents (2000)
- テキサス・レンジャー Texas Rangers (2001)
- クリミナル・サスペクツ Scenes of the Crime (2001)
- Mourning Glory (2001)
- インプラント They (2002)
- セレブな彼女の落とし方 My Boss's Daughter (2003)
- 蝋人形の館 House of Wax (2005)
- エイミー・アダムス in ナイト・ビフォア・ウェディング Standing Still (2005)
- Prime (2005)
- パリス・ヒルトン in HOLLYWOODSCANDAL Paris Hilton in Hollywood Scandal (2006) ※ビデオ作品
- 詐欺 Deceit (2006) ※テレビ映画
- Thugaboo: A Miracle on D-Roc's Street (2006)
- The Iron Man (2006)
- Gardener of Eden (2007)
- Who Do You Love (2008)
- The Life and Times of Marcus Felony Brown (2008)
- 2 Dudes and a Dream (2009)
- Not Since You (2009)
- The Penthouse (2010)
- Missed Connections (2012)
- ヒッチコック Hitchcock (2012)
- Amelia's 25th (2013)
- フライト・ゲーム Non-Stop  (2014)
- Aldo (2014)
- Room 105 (2014)

### テレビドラマ
- ロー&オーダー Law & Order (1998)
- Outreach (1999)
- ボストン・パブリック Boston Public (2002 - 2003)
- LAW & ORDER:性犯罪特捜班 Law & Order: Special Victims Unit (2003)
- クリミナル・マインド FBI行動分析課 Criminal Minds (2005)
- Masters of the House (2011)
- Second Generation Wayans (2013)
- メンタリスト The Mentalist (2014)

## 参照
1. ↑  “Jon Abrahams Biography”. 2014年8月24日閲覧。
2. ↑  https://www.imdb.com/name/nm0009016/awards/?ref_=nm_awd